# Гаврилово (Ленинградская область)
Гаври́лово (до 1948 — Кя́мяря, фин. Kämärä) — посёлок в Гончаровском сельском поселении Выборгского района Ленинградской области.

## Название
Согласно постановлению общего собрания рабочих и служащих станции Кямяря зимой 1948 года деревня Кямяря получила наименование Каменка. Станция Кямяря получила такое же имя. Однако, затем, административным распоряжением станции и посёлку Кямяря было выбрано новое наименование — Воскобойниково с мотивировкой: «в память воина Советской Армии Воскобойникова, погибшего в районе станции Кямяря». Но, этот вариант не устроил комиссию по переименованию, и летом 1948 года Воскобойниково заменили на Гаврилово с обоснованием: «в память техника-лейтенанта Гаврилова Ф. П., умершего в госпитале от ран 4 августа 1944 года и похороненного близ станции Кямяря».
Переименование было закреплено указом Президиума ВС РСФСР от 13 января 1948 года.

## История
Пристанционный посёлок Кямяря возник в связи с появлением в 1870 году Финляндской железной дороги и открытием на ней в 1881 году станции Кямяря. В соседней волости Кямяря, в 7 км к северу от станции Кямяря существовала деревня Кямяря.

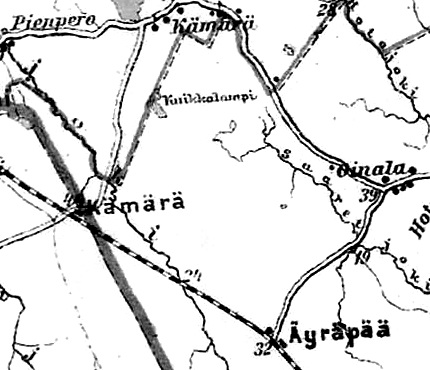
Посёлок и деревня Кямяря на финской карте 1923 года

До 1939 года пристанционный посёлок Кямяря входил в состав волости Куолемаярви Выборгской губернии Финляндской республики.
С 1 января 1940 года по 31 октября 1944 года — в составе Карело-Финской ССР.
С 1 июля 1941 года по 31 мая 1944 года — финская оккупация. В 1941 году население деревни составляло 642 человека.
С 1 ноября 1944 года — в составе Сяйниенского сельсовета Выборгского района.
С 1 октября 1948 года — в составе Черкасовского сельсовета.
С 1 января 1949 года учитывается административными данными как деревня Гаврилово.
Близ станции в первые послевоенные годы началась добыча строительного камня и щебня. С этой целью был разработан карьер Кямяря Выборгского района треста щебеночных заводов МПС СССР.
Согласно данным 1966 и 1973 годов посёлок Гаврилово входил в состав Черкасовского сельсовета.
Согласно данным 1990 года посёлок Гаврилово являлся административным центром Гавриловского сельсовета, в состав которого входило три населённых пункта (Гаврилово, Лебедевка, Толоконниково) общей численностью населения 1595 человек. В посёлке проживало 1468 человек.
В 1997 году в посёлке Гаврилово Гавриловской волости проживали 1436 человек, в 2002 году — 1519 человек (русские — 88 %). Посёлок являлся административным центром волости.
В 2007 году в посёлке Гаврилово Гончаровского СП проживали 1510 человек, в 2010 году — 1561 человек.

## География
Посёлок расположен в восточной части района на автодороге 41К-091 (Моховое — Ключевое).
Расстояние до административного центра поселения — 16 км.
В посёлке расположена железнодорожная станция Гаврилово.
Посёлок находится на левом берегу реки Перовка.

## Демография
| 2007 | 2010  | 2017  | 2021  |
| ---- | ----- | ----- | ----- |
| 1510 | ↗1561 | ↘1542 | ↘1205 |

## Улицы
Железнодорожная, Заводская, Лесная, Молодёжная, Наклонная, Поперечная, Придорожная, Семейная, Советская, Сосновая, Строительная, Тихая, Центральная, Школьная

## Садоводства
Антенна, Импульс, Лесное, Север.